# Santa Giusta
Santa Giusta (sardisk: Santa Jùsta) er en by og en kommune (comune) i provinsen Oristano i regionen Sardinien i Italien. Byen ligger i 10 meters højde og har 4.818 indbyggere (2016). Kommunen har et areal på 69,22 km² og grænser til kommunerne Ales, Arborea, Marrubiu, Morgongiori, Oristano, Palmas Arborea og Pau.